# معلومات ضمنية
المعلومات الضمنية (يكتب في الأصل eksformation باللغة الدانماركية) هو مصطلح صاغه كاتب العلوم الدانماركي تور نورتراندرز في كتابه The User Illusion (خداع المستخدم) الصادر باللغة الإنجليزية عام 1998. وقصد به معنى المعلومات الملقاة بوضوح. وبالرغم من أنه تم استخدام المصطلح أيضًا في معان أخرى مرتبطة بالمعلومات، مثل «المعلومات المفيدة والملائمة» أو نوع خاص من تدفق المعلومات

## المعنى الذي اقترحه تور نورتراندرز
يعتمد الاتصال الفعال على هيكل من المعرفة متشارك بين أشخاص الاتصال. فعند استخدام الكلمات والأصوات والإيماءات، يلقي المتكلم بهيكل ضخم من المعلومات عمدًا، بالرغم من أنها تظل ضمنية. ويسمى هذا المحتوى المتشارك المعلومات الضمنية.
المعلومات المهملة هي كل شيء لا نقوله بالفعل ولكنه موجود بأذهاننا عند قول أي شيء، أو قبل القول، بينما تكون المعلومات هي ما نتكلم به بالفعل من كلام واضح قابل للقياس.
فإذا تحدث شخص ما عن الحواسيب، فإن ما يقال سيكون له المزيد من المعاني إذا كان لدى المستمع فكرة مسبقة عن ماهية الحاسوب واستخدامه، وفي أي السياقات ممكن للفرد مقابلة آخر. ومن المحتوى المعلوماتي لرسالة بمفردها، فلا مفر من قياس حجم المعلومات الضمنية التي تحتويها.
في عام 1862، كتب المؤلف فيكتور هوجو لناشر أحدث مؤلفاته، البؤساء، يسأله عن حجم انتشار الرواية. وقد كتب في رسالته الرمز "؟" فقط، في حين كان رد الناشر بالرمز "!" ليشير إلى أنه يتم بيعها جيدًا. وقد يكون هذه التبادل بين الرسالتين لا يعني شيئًا لطرف ثالث لأن السياق المتشارك مقتصر على أطرافه فقط. وتجد أن حجم المعلومات (رمز واحد فقط) كان صغيرًا جدًا، ولكن بفضل المعلومات الضمنية فقد تم توصيل المعنى بوضوح.

## كتابات أخرى
- The User Illusion: Cutting Consciousness Down to Size.Tor Nørretranders (1998). Cutting Consciousness Down to Size. Viking. ISBN:0-670-87579-1. مؤرشف من الأصل في 2020-04-07.